# ستانلي دانيلز
ستانلي دانيّلز (بالإنجليزية: Stanley Daniels)‏ هو لاعب كرة قدم أمريكية أمريكي، ولد في 30 نوفمبر 1984 في سان دييغو في الولايات المتحدة.

## وصلات خارجية
- ستانلي دانيلز على موقع مرجع كرة القدم المحترفة.كوم (الإنجليزية)